# Китаб ад-дурра ал-мудийа фи-л-лугат ат-туркийа ала-т-тамам ва-л-камал
«Китаб ад-ду́рра ал-муди́йа фи-л-лу́гат ат-турки́йа ала́-т-тама́м ва-л-кама́л» (араб. كتاب الدرة المضية في اللغة التركية على التمام والكمال‎ — «Драгоценная сокровищница тюркского языка, полностью написанная и законченная») — словарь, написанный для обучения кипчакскому языку на классическом арабском языке в XIV веке в государстве мамлюков.
В некоторых арабских, турецких и иных источниках название словаря распространено в более коротком виде: «ад-Дурра ал-мудийа фи-л-лугат ат-туркийа». В рукописи этот труд называется также «Тарджуман ал-лугат ат-туркийа» (араб. ترجمان اللغة التركية‎) и «ат-Тарджуман ат-турки» (араб. ترجمان التركي‎), то есть «Тюркский переводчик» или «Глоссарий тюркского языка».
В мировой тюркологии словарь «ад-Дурра ал-мудийа» считался «не дошедшим до нас» (Бесим Аталай), «потерянным» (Омельян Прицак). Но в 1963 году польский востоковед-тюрколог Ананий Зайончковский (1903—1970) нашёл рукопись словаря (No. Orient 131) в библиотеке Лоренцо Медичи (Biblioteca Medicea Laurenziana) во Флоренции. В 1965—1969 годах Зайончковский опубликовал четыре статьи, посвящённые своей находке. По его мнению словарь был написан на территории подконтрольной мамлюкам, наиболее вероятно в Сирии XIV века. Объём словаря — 24 листа. На двух страницах дан список арабо-кипчакских слов. Лексические материалы даны отдельно в 24 разделах в соответствии с семантической классификацией арабских слов.
Согласно советским источникам и КНЭ — автор словаря и время написания неизвестны. Автор «Аш-Шузур аз-Захабия», написанного в XVII веке, приписывает его Абу Хайяну аль-Андалуси (Абу Хайян аль-Гарнати?). По словам османского историка Кятиба Челеби в его труде «Кашф аз-зунун» — автором «ад-Дурра ал-Мудийа» является Зейн ад-Дин Абдуррахман ибн Абу Бакр, более известный как Ибн аль-Айни, который жил во времена мамлюков в Сирии (Шам) и Египте и умер в 1487 году.